# Lamrim
A lamrim (magyarul: „az út szakaszai”, „fokozatos ösvény”) a tibeti buddhizmus egyik szövegformája, amely a történelmi Buddha által tanított megvilágosodáshoz vezető ösvény szakaszait mutatja be. A tibeti buddhista történelemben különféle lamrim változatok léteztek, és a tibeti buddhista iskolák - nyingma, kagyü és gelug - tanítói különböző módon tanították. A lamrim mindegyik verziója Atísa 11. századi szövegére, a Megvilágosodás ösvényének lámpására (Bodhipathapradípa) épül.

## Története
Amikor Atísa, a lamrim alkotója Tibetbe érkezett Indiából, Jang Chub Ö király kérésére készített egy teljes és könnyen érthető tanítást a téves nézetek kijavítása érdekében, főleg a szútrák és azok szövegmagyarázatai között lévő ellentmondások leküzdésére. A tibetiek számára ezek a tanítások váltak a lamrimmé. Tudományos tevékenységét később tudományos fokozattal díjazta a híres indiai egyházi egyetem, a Vikramasilá. Atísa tanítása később kadampa hagyomány néven élt tovább Tibetben.
Gampópa, egy kadam szerzetes, a híres Milarepa buddhista mester tanítványa ismertette a lamrimot a tanítványaival a tudat fejlesztésének egyik módszereként. Művének címe A megszabadulás ékszer dísze, amely a mai napig a különböző kagyü iskolák tananyagához tartozik.
Congkapa, a gelug iskola alapítója, egyik mesterművét a lamrimról írta: Az ösvény fokozatainak terjedelmes magyarázata (tibeti: Lam-rim Csen-mo) amely mintegy ezer oldalas, és irodalmi forrásokra támaszkodik. Létezik egy közepes hosszúságú Congkapa által írt lamrim szöveg is (200 oldalas), illetve egy rövid is (tibeti: Lam-rim Dü-dön) - ez utóbbit naponta recitálja sok gelugpa, ez ugyanis csupán tíz oldalas.

## Filozófiája

### Alamrimtanítások eredetisége
A tibeti buddhisták hite szerint a lamrim tanítások a Buddha által tanított szútrákon alapulnak, valamint azt, hogy Buddha egyidejűleg tanította mind a rövid, a közép és a hosszú bölcsességszútrákat. A bölcsességszútrákat Maitréja, jövőbeli buddha közölte Aszangával, a jógácsára 4. századi indiai tanítómesterével, és így született meg Az élénk megvalósítás dísze (Abhiszamajálankára) című mű, amely tartalmazza a szútrák rejtett jelentéseit. A rejtett jelentésekről úgy tartják, hogy a számok és a tárgyak sorrendjei tartalmazzák, amelyek értelmezése fontos a filozófia átültetéséhez a gyakorlatba. Congkapa szerint Atísa ezeket Az élénk megvalósítás dísze (Abhiszamajálankára) című mű számait és sorrendjeit használta fel a legelső lamrim szöveg, a Megvilágosodás ösvényének lámpása megírásához.

### Háromfajta motiváció
A lamrim a legelején a buddhista gyakorlókat háromfelé osztja a vallási tevékenységük motivációja szerint. Ebben a felosztásban nem szerepelnek azok, akik a jelenlegi életükben kívánnak profitálni a gyakorlatokból. Tehát a minimum követelmény a spiritualitáshoz való besoroláshoz az, hogy a gyakorló az üdvös újjászületés reményében gyakoroljon.
Atísa a Megvilágosodás ösvényének lámpásában (2. versszak) írja, hogy háromféle személy van:
1. szerény látásmódú,
2. közepes látásmódú,
3. magas látásmódú.

A szerény látásmódú személyek motivációja az, hogy megtalálják a boldogságot a szamszárán (létforgatag) belül és az a szándékuk, hogy jobb lesz a következő életük. A buddhista hagyományokban gyakran úgy tekintik, hogy a ide tartoznak a nem buddhizmust gyakorló, más vallásokat követő személyek, akik a mennyországba kívánnak kerülni. A közepes látásmódú személyek a saját békéjük érdekében kívánják hátrahagyni az e világi örömöket. Ide tartoznak a pratjékabuddhák és a sravakabuddhák, akik a személyes megvilágosodást szeretnék elérni, amely a hínajána buddhizmus hagyományos gyakorlata. A magas látásmódú gyakorlók a saját szenvedésük belátására alapozva meg akarják szabadítani az összes érző lényt a szenvedéstől. Ez a mahájána ösvény, a szamjakszambuddhák ösvénye.

### Alamrimtárgyai
A lamrim szövegek ugyanazt a tárgykört járják körbe, viszont a benne foglalt tárgyakat különféle sorrendbe lehet rendezni. Az Atísa-féle lamrim a bódhicsittával, a megvilágosodás altruista tudatával kezdődik, amelyet a bodhiszattva fogadalom követ. A Gampópa-féle lamrim ezzel szemben a buddha-természettel kezdődik, és az emberi újjászületés értékességével folytatódik. Congkapa szövege a gurutól (tibeti: láma) való függéssel kezdődik, az emberi élet értékességével folytatódik, majd a szerény, a közepes és a magas látásmóddal folytatódik.
Gampópa és Congkapa kibővítették Atísa rövid szövegét egy hatalmas rendszerré, hogy érthetővé tegyék az egész buddhista filozófiát. Így logikus sorrendbe rendezték az olyan témákat, mint karma, újjászületés, buddhista kozmológia és a meditáció gyakorlata.
Ma az egyik gyakran használatos lamrim tanításnak számít lamrim Pabongka Decsen Nyingpo Megszabadulás a tenyeredben című írása. Ennek a szerkezete a következő:
- a lamrim szerzőjének nagyszerűsége, amely megalapozza a tanítás eredetiségét
- a lamrim nagyszerűsége, a tisztelet megalapozása érdekében
- hogyan kell fogadni és továbbadni a tanításokat
- hogyan vezeti a tanítás végig a tanulót a témákon

a negyedik témának két felosztása van:
- hogyan kell megbízni egy spirituális útmutatóban
- hogyan kell edzeni a tudatot a helyes módon a spirituális útmutatásra alapozva

A legutolsó rész tartalmazza a címek további utasításait:
- hogyan erősíthető a lelkesedés az értékes emberi élet helyes használata iránt
- ennek módja (tehát a tudat edzése a lamrim három lehetséges látásmódja szerint)

Az olyan emberekkel megosztott ösvény, akik a szerény látásmód szerint élnek
- annak valósága, hogy ez az élet véget fog érni és mindenki egyszer meghal
- az alsóbb birodalmakban való újjászületésekkel járó szenvedés (pokollakóként, éhes szellemként, vagy állatként, amely kerülendő)
- menedékvétel a három drágaságban: Buddha, dharma és szangha
- a test, a beszéd és a tudat cselekedeteinek igazítása az ok-okozat törvényének ismeretében

ez üdvös újjászületéshez vezet a magasabb létbirodalmak egyikébe (ember, félisten, istenség).
Az olyan emberekkel megosztott ösvény, akik a közepes látásmód szerint élnek
- a szenvedés igazsága (a ciklikus lét, köztük az üdvös újjászületések)
- a szenvedés okának igazsága (a zavaró érzelmek, főleg a nem tudás)
- a szenvedés megszüntetésének igazsága (létezik olyan állapot, amely mentes a szenvedéstől és annak okaitól)
- az ösvény igazsága (a módszer, erkölcs, meditáció, bölcsesség)

Egy másik prezentáció tárgya a függő keletkezés 12 oksági láncszeme.
A közepes látásmód ösvényének gyakorlásával felébreszthető a létforgatag újjászületéseitől való megszabadulás vágya.
Az olyan emberekkel megosztott ösvény, akik a magas látásmód szerint élnek (a teljes buddhaság szintjét szeretnék elérni)
- a megvilágosodott tudat előnyei (a buddha tudatszint elérésének vágya más érző lények jóléte érdekében)
- a megvilágosodott tudat kifejlesztésének módja
- a hétpontos utasítás, hogy a gyakorló minden érző lényt saját anyjának tekintsen
- utasítás, hogy hogyan váltsa át a gyakorló saját érdekeit más érdekeire (az öndédelgetésből fakadó hátrányok belátása és a mások éltetésének előnyei)
- a tudat fejlesztésének módja a megvilágosodott tudat számára
- a nagylelkűség tökéletességének gyakorlata
- az erkölcs tökéletességének gyakorlata
- a türelem tökéletességének gyakorlata
- az örömteli erőfeszítés tökéletességének gyakorlata
- a koncentráció tökéletességének gyakorlata
- a bölcsesség tökéletességének gyakorlata

## További művek

### Klasszikus lamrim könyvek (időrendi sorrendben)
- Dipamkarashrijnana, Atisha: The Lamp for the Path to Enlightenment. Snow Lion Publications. (Hozzáférés: 2008. július 22.)
- Atisha's Lamp for the Path to Enlightenment - Geshe Sonam Rinchen, Snow Lion Publications
- The Jewel Ornament of Liberation by Gampopa, Herbert V. Guenther (ford.)(1986). Shambala Publications, ISBN 0-87773-378-3 (pbk)
- The Jewel Ornament of Liberation by Gampopa, Khenpo Konchog Gyaltsen Rinpoche (ford.)(1998). Snow Lion Publications - Ithaca, New York, with a foreword by The Dalai Lama, ISBN 1-55939-092-1.
- Engaging by Stages in the Teachings of the Buddha, 2 vols., Phagmodrupa (Gampopa tanítványa), Otter Verlag, Munich
- The Great Treatise on the Stages of the Path to Enlightenment
  - Tsong-kha-pa, the Lamrim Chenmo Translation Committee; Joshua Cutler, ed. in chief; Guy Newland, ed.. The Great Treatise on the Stages of the Path to Enlightenment, Volume I. Canada: Snow Lion (2000). ISBN 1-55939-152-9
  - Tsong-kha-pa, the Lamrim Chenmo Translation Committee; Joshua Cutler, ed. in chief; Guy Newland, ed.. The Great Treatise on the Stages of the Path to Enlightenment, Volume II. Canada: Snow Lion (2002). ISBN 1-55939-168-5
  - Tsong-kha-pa, the Lamrim Chenmo Translation Committee; Joshua Cutler, ed. in chief; Guy Newland, ed.. The Great Treatise on the Stages of the Path to Enlightenment, Volume III. Canada: Snow Lion (2004). ISBN 1-55939-166-9
- Szönam Gyaco (bSod Nams rGya mTso, a 3. dalai láma),  Lam rim gser zhun ma. Glenn H. Mullin (ford.); 1. kiadás: Essence of Refined Gold by the Third Dalai Lama: with related texts by the Second and Seventh Dalai Lamas(Dharamsala, HP, India: Tushita Books, 1978); 2. kiadás: Selected Works of the Dalai Lama III: Essence of Refined Gold (Ithaca, New York: Snow Lion, 1985).
- Pabongkha Déchen Nyingpo.szerk.: Trijang Rinpoche: Liberation in the Palm of Your Hand, A Concise Discourse on the Path to Enlightenment, Michael Richards (ford.), 3rd, Somerville, MA: Wisdom (2006). ISBN 0-86171-500-4

### Modern lamrim könyvek és szövegmagyarázatok
- Wake Up To Your Life: Discovering the Buddhist Path of Attention. Ken McLeod. Harper Collins. ISBN 978-0062516817
- Practicing the Path: A Commentary on the Lamrim Chenmo, Yangsi Rinpoche, Wisdom Publications, ISBN 0-86171-346-X
- Steps on the Path to Enlightenment, Volume 1: A Commentary on the Lamrim Chenmo, The Foundational Practices, Geshe Lhundub Sopa, Wisdom Publications, ISBN 0-86171-303-6
- Steps on the Path to Enlightenment, Vol.2: Karma : A Commentary on the Lamrim Chenmo by Geshe Lhundub Sopa, Wisdom Publications, ISBN 0-86171-481-4
- Illuminating the Path to Enlightenment, TDL Publications, ISBN 0-9623421-6-5
- Joyful Path of Good Fortune: The Complete Buddhist Path to Enlightenment, Tharpa Publications (2nd. ed., 1995) ISBN 978-0-948006-46-3
- The New Meditation Handbook: Meditations to Make Our Life Happy and Meaningful, Tharpa Publications (2003) ISBN 978-0-9817277-1-4
- Path to Enlightenment in Tibetan Buddhism, Geshe Acharya Thubten Loden, Tushita Publications, ISBN 0-646-16500-3
- Meditations on the Path to Enlightenment, Geshe Acharya Thubten Loden, Tushita Publications, ISBN 0-646-27043-5
- Essence of the Path to Enlightenment, Geshe Acharya Thubten Loden, Tushita Publications, ISBN 0-646-34241-X
- Guided Meditations on The Stages of the Path, Thubten Chodron, Snow Lion Publications, ISBN 978-1-55939-281-5